# Linea 14 (metropolitana di Parigi)
La linea 14 della metropolitana di Parigi è una delle 16 linee di metropolitana che servono la città di Parigi, in Francia. La linea attraversa il centro cittadino seguendo la diagonale nordovest-sudest e si sviluppa tra le stazioni di Saint-Denis Pleyel e Aéroport d'Orly.
Inaugurata il 15 ottobre 1998, è stata la prima linea metropolitana costruita nella capitale per quasi mezzo secolo. Costruita a grande profondità, con stazioni più spaziose e una velocità commerciale superiore a quella della rete storica, è stata anche la prima linea parigina ad essere completamente automatizzata dal momento della sua apertura, oltre la prima ad implementare il sistema di gestione SAET.
Prima di entrare in servizio, la linea era conosciuta con il suo nome di progetto, Méteor, un acronimo di Métro Est-Ouest Rapide.

## Cronologia
- 15 ottobre 1998: la nuova linea 14 viene inaugurata tra Madeleine e Bibliothèque F. Mitterrand.[1]
- 16 dicembre 2003: la linea viene estesa a nord da Madeleine a Saint-Lazare.
- 26 giugno 2007: la linea viene estesa a sud da Bibliothèque François Mitterrand a Olympiades.
- 12 ottobre 2020: i nuovi treni MP14 da 8 vagoni vengono messi in servizio, in previsione dell'estensione della linea.
- 14 dicembre 2020: viene inaugurata l'estensione della linea verso nord con l'apertura di 3 stazioni (Pont Cardinet, Saint-Ouen e Mairie de Saint-Ouen).
- Gennaio 2021: completamento dell'estensione nord con l'apertura della stazione Porte de Clichy.
- 24 giugno 2024: completamento totale dell'estensione a nord verso Saint Denis - Pleyel e a sud verso l'aeroporto di Parigi Orly, parte del progetto del Grand Paris Express.

## Il progetto e la linea

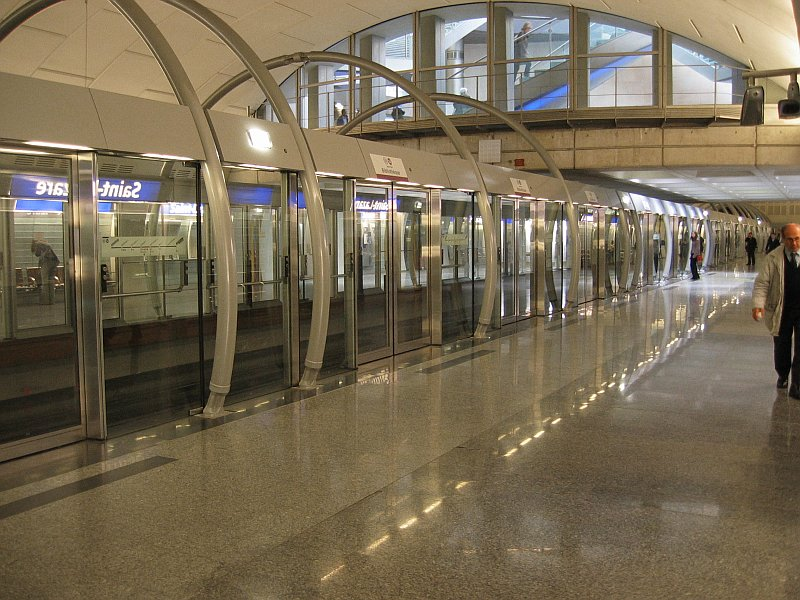
La stazione Saint-Lazare

Il progetto Méteor aveva i seguenti obiettivi:
- ridurre il traffico sulla linea A della RER, sovraccaricata nella sezione che attraversa la città;
- collegare Parigi tra i suoi confini est e ovest senza utilizzare una linea RER esistente;
- migliorare il servizio per la rive gauche della Senna, in particolare nel XIII arrondissement.

Il governo francese ha avviato il progetto nel 1989 e le gallerie sono state scavate tra il 1993 e il 1995. È stata aperta al pubblico nel 1998 e ha fatto il suo primo viaggio automatico nel mese di ottobre 1998.
Prima della attuale linea 14, è esistita fino al 1976 una "vecchia" linea 14. Essa corrisponde ad una sezione della parte sud dell'attuale linea 13, che collega Invalides con Porte de Vanves.
Alcune funzioni del sistema di controllo dei treni sono gestite con il sistema operativo OpenVMS.
La linea 14 ha alcune caratteristiche dal design insolito: il suo piano di segmentazione non è bitumato e la piattaforma trasparente lungo le banchine con porte ad apertura automatica evita di cadere sui binari o i tentativi di suicidio.
L'estensione a sud della linea fino a Olympiades è avvenuta nel giugno 2007, una zona del XIII arrondissement con numerose torri, che precedentemente non era servita molto bene dai trasporti pubblici.

## Tracciato
La linea 14 si collega con le cinque linee RER e collega rapidamente la Gare Saint Lazare alla Gare de Lyon, via Châtelet.
Il percorso della linea 14 parte da Mairie de Saint-Ouen.
Dopo aver servito la stazione di Saint-Lazare, la linea passa sotto le linee 3 e 13 e poi scende verso sud, sotto gli edifici, sotto le gallerie della linea A della RER e della linea 9 della metropolitana.
Curva verso est e passa sotto la linea 12 prima di servire la stazione di Madeleine situata a nord dell'omonima chiesa, sotto la stretta rue de Sèze e gli edifici che la costeggiano. Il percorso si immerge poi con una rampa dal 40 ‰ sotto la linea 8 istituita sotto i boulevard de la Madeleine e des Capucines, per poi proseguire verso est, sempre nelle profondità degli edifici. Sale una rampa del 45 ‰ per servire la stazione di Pyramides, costruita a bassa profondità sotto l'Avenue de l'Opéra.
La linea prosegue verso est attraverso una curva con un raggio di 653 m, poi una controcurva di 570 m a forma di bacino per passare sotto un grande parcheggio sotterraneo a più livelli e servire la stazione di Châtelet. La stazione si trova nell'angolo formato da Rue de Rivoli e Les Halles.
Il percorso prosegue verso est in un ambiente particolarmente complesso nel cuore di Parigi. La linea si avvicina alla Senna, passa sotto la linea 1, poi sotto la linea 4, sotto il capolinea e i garage della linea 11, sopra le due gallerie monotubo della linea B della RER, e infine due volte sotto la linea 7 della metropolitana. La galleria della linea 14 si trova quindi tra la linea 7 a sud e la galleria sud della linea D della RER a nord.
Passa sotto la galleria della linea 7, che è quasi parallela, e attraversa la linea 5 e il Canale Saint-Martin prima di salire sopra la galleria sud della linea A della RER.
La linea 14 si avvicina poi al complesso della Gare de Lyon con le gallerie della linea D della RER e raggiunge la stazione della Gare de Lyon situata sotto la rue de Bercy, nel piccolo spazio tra la stazione della metropolitana e l'edificio della RATP, il cui seminterrato è disposto come un giardino esotico, il che spiega la sua piattaforma centrale.
Il percorso prosegue in direzione sud-est e a bassa profondità fino alla stazione di Bercy, che ha la caratteristica unica di avere l'unico collegamento della linea con il resto della rete, tramite un incrocio a binario unico con la linea 6.
Dopo la stazione di Bercy, la linea scende lungo una rampa del 41,66 ‰ sotto la destra della stazione di Bercy, poi curva bruscamente verso sud-ovest, nelle profondità degli edifici, mentre sale su una ripida rampa del 50 ‰ per servire la stazione di Cour Saint-Émilion.
Il percorso scende poi lungo un pendio del 28 ‰ sotto la Senna, per poi risalire sulla riva sinistra con una rampa del 40 ‰ per servire la stazione della Bibliothèque François-Mitterrand, situata sotto i binari della RER C.
La linea 14 prosegue verso ovest e sale alla stazione Olympiades, l'attuale capolinea. Il percorso prosegue per altre centinaia di metri e curva verso sud prima di raggiungere la nuova officina di manutenzione, situata vicino alla stazione di Maison Blanche sulla linea 7.
Aperto il 14 dicembre 2020, il tracciato continua a nord della Gare Saint Lazare verso Saint-Ouen con l'apertura di 4 nuove stazioni: Pont Cardinet, Porte de Clichy, Saint-Ouen e Mairie de Saint Ouen.
La linea esce quindi da Parigi, sempre in sotterranea, e si dirama verso ovest per costeggiare l'autostrada A6b, passando sotto rue Gabriel-Péri per servire la stazione Hôpital Bicêtre, a ovest dell'omonimo ospedale, e proseguendo poi verso sud per servire la stazione Villejuif - Gustave Roussy (la cui apertura è stata posticipata al dicembre 2024). La linea prosegue verso sud e poi verso sud-est per servire L'Haÿ-les-Roses, quindi segue la Route Départementale 7, costeggiandola brevemente a ovest per servire la stazione di Chevilly-Larue. La linea segue poi questa stessa strada sul lato est per servire la stazione di Thiais-Orly, dove si collega con la RER C, passando sotto i binari di quest'ultima prima di diramarsi verso ovest in direzione del capolinea Aéroport d'Orly, situato presso il terminal 3 dell'aeroporto di Parigi-Orly e non lontano dalle stazioni Stazione di Orly 1, 2, 3 dell'Orlyval. Il tunnel prosegue sotto le piste dell'aeroporto per raggiungere le officine Morangis, situate tra la zona sud dell'aeroporto e la strada dipartimentale 118.

## Novità e futuro

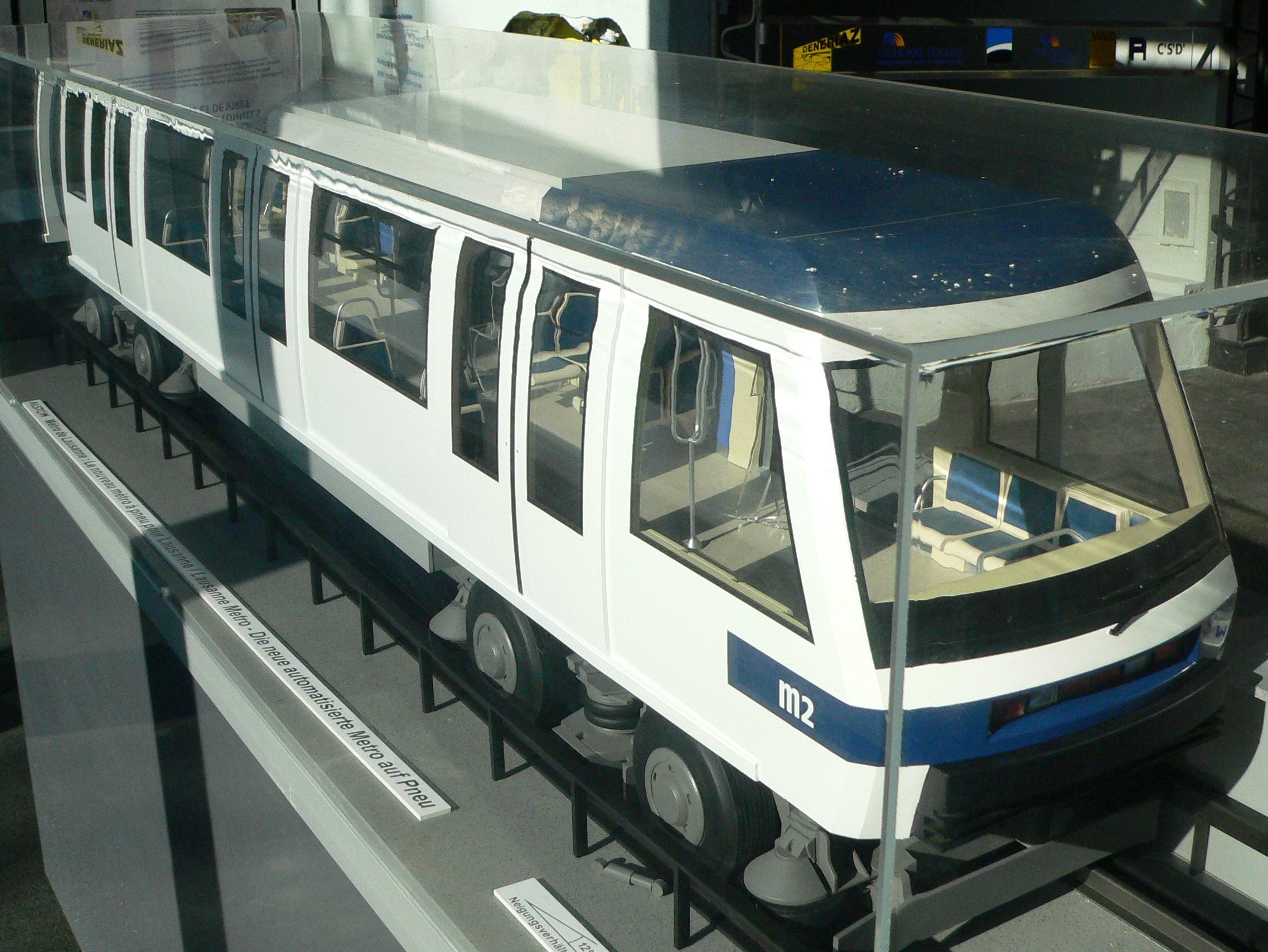
Modellino 1/10 della nuova M2 di Losanna, dello stesso tipo di quella di Parigi.

Nell'ambito nel progetto Grand Paris Express, la linea 14 diverrà la linea strutturante dell'intera rete di metro automatiche attorno a Parigi.
Linea 14 e Grand Paris Express
Nel 2010 è stato approvato il progetto Grand Paris Express, una nuova rete metropolitana automatica regionale ad anello, in cui è previsto il prolungamento dell'attuale linea 14. Il progetto prevede il prolungamento dell'attuale linea sia a nord (fino a Saint-Denis intersecando la linea D della RER e la linea 13) sia a sud (fino all'aeroporto di Orly).
È altresì stato avviato lo studio per la realizzazione di nuovi convogli (MP14) simili esteticamente agli attuali MP89CA dotati di 8 carrozze.

### Nuovo materiale
Il nuovo materiale MP14 è stato messo in servizio nel mese di novembre 2020.

### Estensione a nord, prima fase
L'estensione a nord fino a Saint-Ouen è stata aperta il 14 dicembre 2020.
Il 28 gennaio 2021 è stata attivata anche la stazione di Porte de Clichy. L'apertura della variante per l'aeroporto di Orly è stata inaugurato dal presidente Emmanuel Macron il 24 giugno 2024 e messa in servizio lo stesso giorno.

## La vecchia linea 14
Un'altra "linea 14" è esistita fino al 1976; oggi è stata integrata nella linea 13. In origine, quando era attiva la Nord-Sud, società concorrente della CMP (ora RATP), la linea era in progetto come linea C. Poco prima che fosse costruita quest'ultima, per via dei costi sostenuti troppo elevati, l'azienda fu posta in liquidazione e acquistata dalla CMP, così come il progetto venne ribattezzato linea 14.

### Cronologia
- 21 gennaio 1937: la linea viene aperta da Bienvenüe a Porte de Vanves.
- 27 luglio 1937: la linea viene estesa da Bienvenüe a Duroc. La sezione Invalides - Duroc della linea 10 passa alla 14.
- 6 ottobre 1942: Bienvenüe diventa Montparnasse-Bienvenüe (oggi nella linea 13).
- 9 novembre 1976: la linea viene integrata nella linea 13, per una linea completa da nord a sud.

### Tracciato
Questa è il tracciato della vecchia linea 14 prima della fusione con la linea 13.

## Turismo
La linea passa vicino a diversi luoghi d'interesse:
- due stazioni ferroviarie, la Gare de Saint-Lazare e la Gare de Lyon
- la chiesa della Madeleine
- a Bercy, al ministero delle Finanze, al Palazzo dello Sport e i suoi giardini
- il villaggio di Bercy
- la biblioteca nazionale di Francia
- il Tribunale di Parigi
- la sede della Regione Ile-de-France
- il Parco Martin Luther King e il nuovo quartiere residenziale delle Batignolles